# سو جوهانسون
سو جوهانسون (بالإنجليزية: Sue Johanson)‏ (و. 1930 – 2023 م) هي ممرضة، وعالمة نفس، وكاتِبة كندية، ولدت في تورونتو، توفيت في Thornhill, Ontario ‏، عن عمر يناهز 93 عاماً.

## التعليم
تعلمت في جامعة تورنتو، وتعلمت في جامعة ميشيغان
.

## جوائز
حصلت على جوائز منها:
نيشان كندا من رتبة عضو

## وصلات خارجية
- سو جوهانسون في قاعدة بيانات الأفلام على الإنترنت